# ويليام غريفز (مخرج)
ويليام غريفز (بالإنجليزية: William Greaves)‏ هو كاتب سيناريو ومخرج أمريكي، ولد في 8 أكتوبر 1926 في نيويورك في الولايات المتحدة، وتوفي في 25 أغسطس 2014 في مانهاتن في الولايات المتحدة.

## وصلات خارجية
- ويليام غريفز على موقع IMDb (الإنجليزية)
- ويليام غريفز على موقع ألو سيني (الفرنسية)
- ويليام غريفز على موقع أول موفي (الإنجليزية)
- ويليام غريفز على موقع قاعدة بيانات الأفلام السويدية (السويدية)
- ويليام غريفز على موقع قاعدة بيانات الفيلم (الإنجليزية)
- ويليام غريفز على موقع كينوبويسك (الروسية)